# Іван Божич
Іван Божич (серб. Иван Божић, 23 квітня 1915 — 20 серпня 1977) — югославський історик та науковець . Він був спеціалістом з історії середньовічної Зети та політики Венеціанської республіки щодо її прибережних територій

## Біографія
Раннє дитинство провів у Прчнє, освіту здобув у  Дубровнику, де в 1934 році закінчив класичну середню школу. Вивчав історію на філософському факультеті у Белграді  в 1934 – 1938 роках. Був бібліотекаром, а потім з 1940 року асистентом кафедри загальної історії середніх віків і допоміжних історичних наук. Після  Другої світової війни він працював на філософському факультеті як викладач. У 1951 році отримав докторський ступінь за дисертацію «Дубровник і Туреччина в XIV і XV століттях». Пізніше, у 1952, за матеріалами дисертації Божича була опублікована книга. Його обрали доцентом , а згодом професором. У 1953 – 1954 роках працював у Парижі як викладач, читав в університеті курси мови та культури південних слов’ян. Наступний рік він провів у  Венеції, досліджуючи архіви та бібліотеки. Був деканом філософського факультету в Белграді, президентом Асоціації істориків  Сербії та  Югославії, редактором журналу та організатором численних публікацій і наукових зустрічей. Був обраний постійним членом Чорногорської академії наук і мистецтв і членом-кореспондентом Сербської академії наук і мистецтв.
Божич удосконалив сербську історіографію другої половини ХХ століття власним доробком в кількох напрямках. Його діяльність охоплює період  чотирьох десятиліть. На початку своєї наукової роботи він був зайнятий темами з внутрішньої історії Дубровника та відносинами балканських держав до турецьких завоювань. Він завершив тему дисертацією про Дубровник і Туреччину, хоча до деяких питань із цієї теми він повертався пізніше. Іншою сферою, в якій наполегливо і систематично працював Божич, були аграрні відносини. Він почав з усієї сербської держави в книзі «Доходак царський». З нагоди 198-ї статті Кодексу Душана (1956), потім дебати про шляхетну спадщину («Добрий кінь і зброя», 1956), «Параспора» (1956), а пізніше звузилися до області Зети та північної Албанії. Він запровадив значні нововведення не лише завдяки венеціанським архівним матеріалам, а й завдяки різному репертуару питань, заснованих на сучасній соціальній історії. Він зробив значні успіхи у вивченні катунів, племен, дрібної знаті в окремих волостях і в гірських районах у глибинці приморських міст. Значна частина досліджень аграрно-соціальних відносин зібрана і передрукована в посмертно виданій книзі «Немирно Поморье XV века» (1979).
Як і решта істориків його покоління, Божич вважав за краще повідомляти результати своєї роботи у формі дискусії. Він дуже успішно писав загальні огляди та брав участь у створенні більшості колективних праць, починаючи з «Історії народу Югославії» (1953), через «Історію Югославії» (1972, 1974, 1984) до «Історії сербського народу» (II, 1982). Найбільшим його звершенням, як за обсягом, так і за кількістю тем, є його друга частина книги «Історії Чорногорії» (II/2, 1970), в якій охоплений період 1386 — 1496 років. Він писав підручники для початкових і середніх шкіл і таким чином сприяв підвищенню рівня уроків історії. Історія гуманізму в прибережних містах була улюбленою темою Божича протягом усієї його кар’єри. Він написав дослідження про Ксенофонта Філельфа та Філіпа де Диверсіса, чий опис Дубровника він переклав сербською мовою, адаптував авторів дубровницьких комедій і допомагав їм виступати на сцені. Він дуже віддано займався викладацькою роботою, сприяв становленню молодих наукових кадрів, вдосконалював викладання допоміжних історичних наук. Цикли його лекцій з дипломатії та хронології мали великий вплив на студентів. Науковий внесок зберігає цінність дотепер.

## Праці
- Dubrovnik i Turska u XIV i XV veku (in Serbian). Belgrade: Naučna knjiga. 1952. OCLC 4620136
- Božić, Ivan (1950). «O položaju Zete u državi Nemanjića». Istorijski glasnik. 3 (1–2): 97–122.
- Dubrovnik i Turska u XIV i XV veku, Naučna knjiga, Belgrade, 1952.
- Dohodak carski-povodom 198. člana Dušanovog zakonika, Naučno delo, Belgrade, 1956.
- Paštrovske isprave 16.-18. vijeka, Naučno delo, Belgrade, 1959
- Pregled istorije jugoslovenskih naroda, Zavod za izdavanje udžbenika Narodne Republike Srbije, Belgrade, 1960.
- Istorija ljudskog društva i kulture od najstarijih vremena do XI veka za I razred gimnazije, Zavod za izdavanje udžbenika Socijalističke Republike Srbije, Belgrade, 1962.
- Pregled istorije od XI do XIX veka a II razred gimnazije prirodno-matematičkog smerra, Zavod za izdavanje udžbenika Socijalističke Republike Srbije, Belgrade, 1963.
- Božić, Ivan (1970). «Doba Balšića (drugi deo)». Istorija Crne Gore (PDF). Vol. knj. 2, sv. 2. Titograd: Redakcija za istoriju Crne Gore. pp. 49–133.
- Božić, Ivan (1970). «Zeta u Despotovini». Istorija Crne Gore (PDF). Vol. knj. 2, sv. 2. Titograd: Redakcija za istoriju Crne Gore. pp. 135—275.
- Božić, Ivan (1970). «Vladavina Crnojevića». Istorija Crne Gore (PDF). Vol. knj. 2, sv. 2. Titograd: Redakcija za istoriju Crne Gore. pp. 277—370.
- Istorija Jugoslavije, Prosveta, Belgrade, співавтор
- Pregled istorije od XI do XX veka za II razred gimnazije prirodno-matematičkog smerra, Zavod za udžbenike i nasdtavna sredstva Srbije, Belgrade, 1973, співавтор
- Nemirno pomorje XV veka (in Serbian). Belgrade: Srpska književna zadruga. 1979. OCLC 5845972.
- Božić, Ivan (1982). «Raspad mletačkog sistema u Primorju». Istorija srpskog naroda. Vol. knj. 2. Beograd: Srpska književna zadruga. pp. 403—413.